# Elevador de Santa Justa
Der Elevador de Santa Justa, auch Elevador do Carmo genannt, ist ein öffentlicher Personenaufzug, der im Stadtzentrum der portugiesischen Hauptstadt Lissabon den Stadtteil Baixa mit dem höhergelegenen Stadtteil Chiado verbindet. Fertiggestellt wurde die markante Konstruktion aus Gusseisen nach Plänen des Ingenieurs Raoul Mesnier de Ponsard im Jahr 1902. Ursprünglich wurden die Kabinen von einer Dampfmaschine bewegt, die 1907 durch Elektromotoren ersetzt wurde.
Das Bauwerk besteht aus dem Sockel mit Zugang zum tiefergelegenen Stadtviertel Baixa, einem Metallturm mit den Aufzug-Kabinen und einem 25 m langen Metallsteg, der den Zugang zum Viertel Chiado bildet. Der Höhenunterschied zwischen den beiden Aufzugebenen beträgt 45 m. Der Turm verfügt darüber hinaus noch über zwei weitere Etagen: Ein Stockwerk über dem oberen Ausgang sind die zwei Antriebsmaschinen in Betrieb zu sehen. Nochmals ein Stockwerk darüber ist eine Aussichtsplattform mit spektakulärer Sicht über die Stadt: Baixa, Chiado, Castelo de São Jorge. Innerhalb des Turms befinden sich zwei original mit Holz dekorierte und mit Glasscheiben, Spiegeln und Messingbeschlägen ausgestattete Kabinen, die je 24 Personen fassen.
Langjährige Bauarbeiten am oberen Ausgang verhinderten den Weg in den Stadtteil Baixa. In jener Zeit wurde das Bauwerk nur als Aussichtsplattform genutzt. Seit der Wiedereröffnung des Verbindungsstegs im Dezember 2005 kann es wieder im ursprünglichen Sinn benutzt werden.

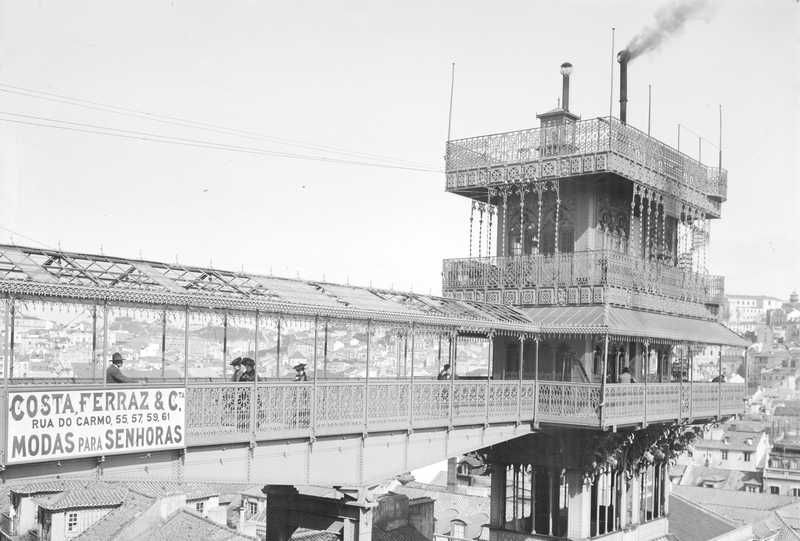
Der Aufzug vor der Umstellung auf Elektrobetrieb
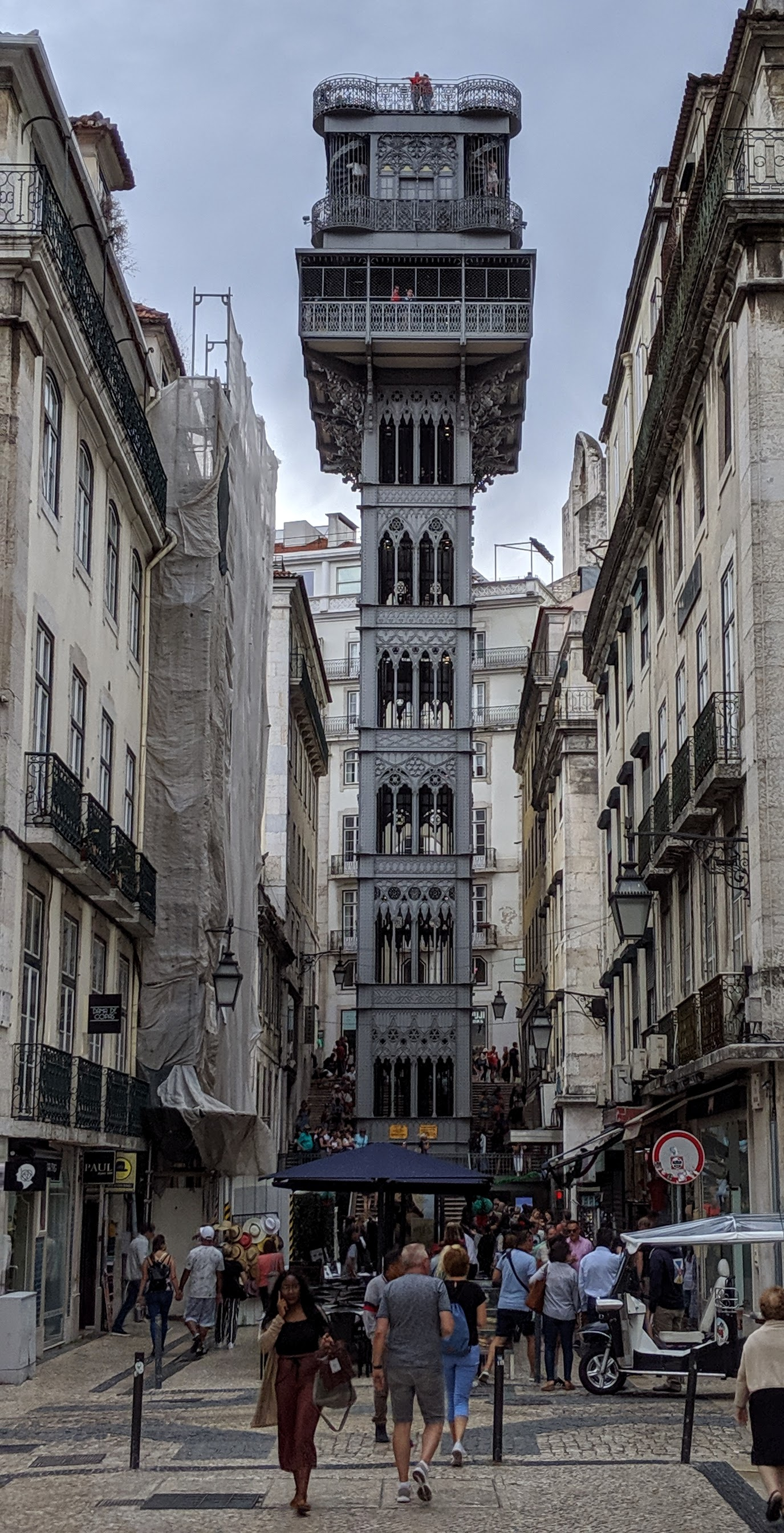
Blick auf den Aufzug aus der Rua de Santa Justa
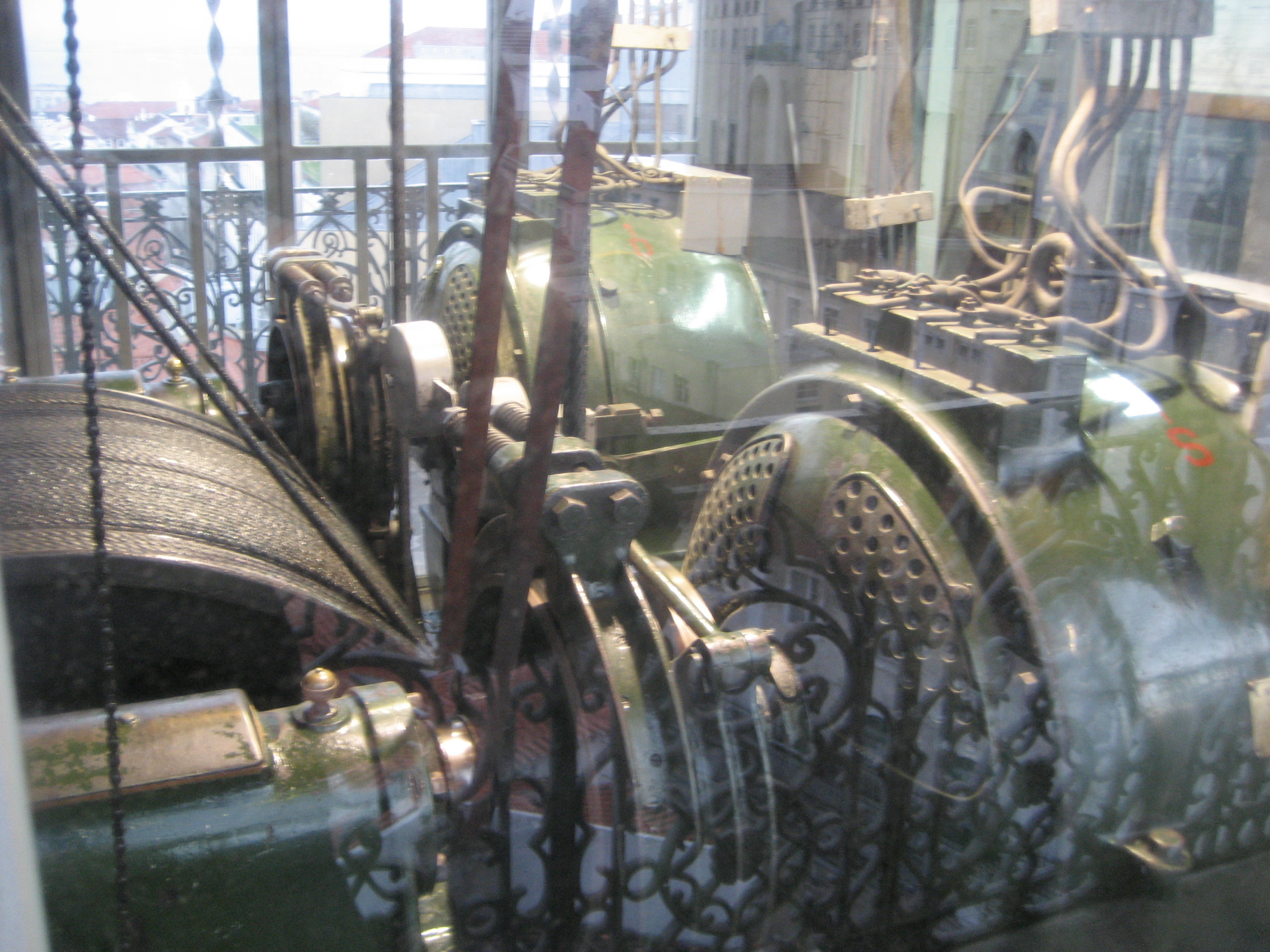
Blick in den Maschinenraum
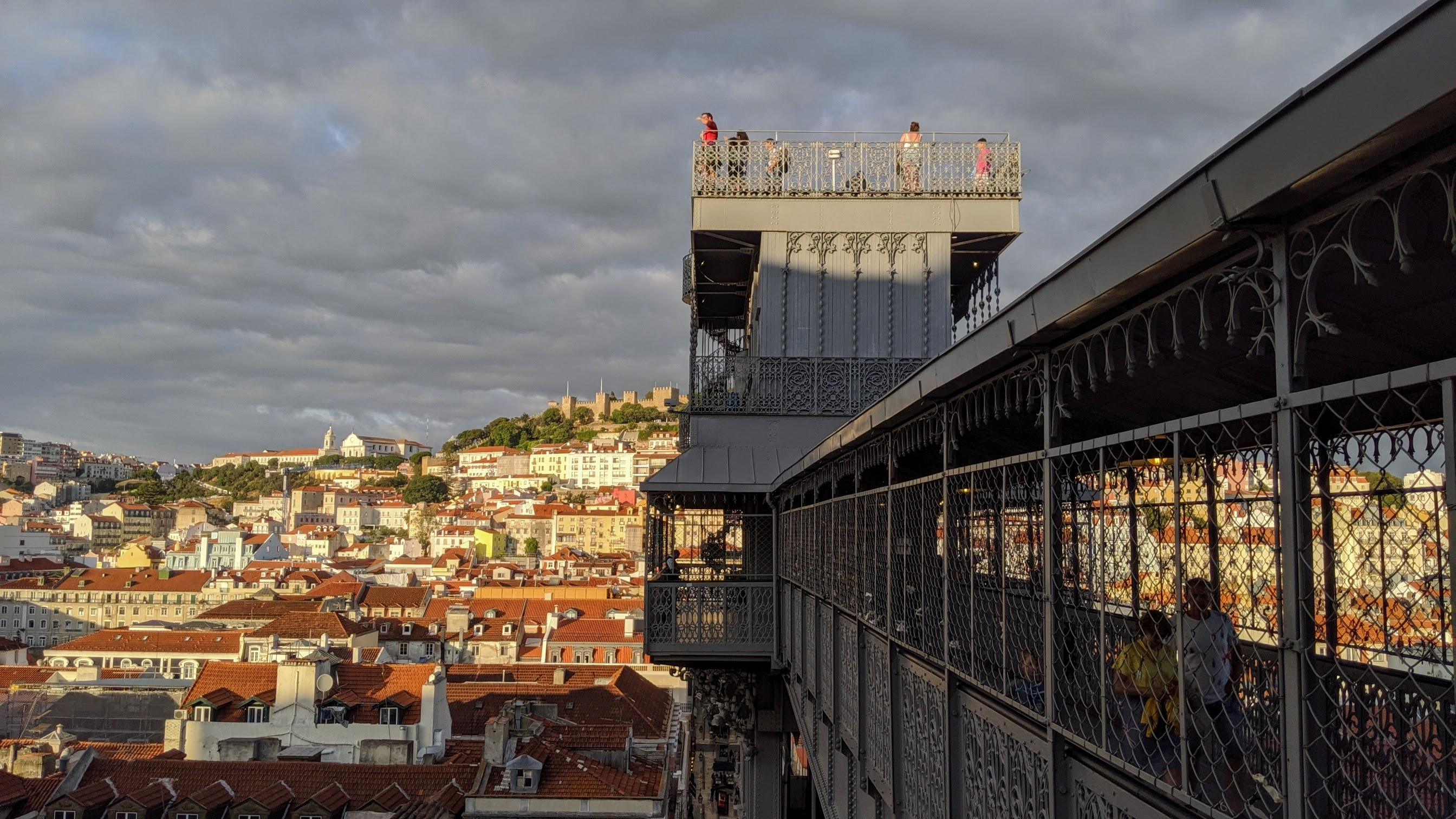
Verbindungssteg, Maschinenraum und Aussichtsplattform